# Adnet
Adnet – gmina w Austrii, w kraju związkowym Salzburg, w powiecie Hallein. Liczy 3489 mieszkańców (1 stycznia 2015).

## Współpraca
Miejscowość partnerska:
- Oppenheim, Niemcy